# Eduard Abazi
Edmond Abazi, né le 29 janvier 1968, est un ancien footballeur international albanais qui évoluait au poste de milieu de terrain offensif.

## Biographie

### En club
Abazi est né à Tirana. Il fait ses débuts en championnat avec le Dinamo Tirana en 1985. Il a été l'un des premiers joueurs à partir à l'étranger après l'ouverture des frontières de l'Albanie en 1990 et a joué pour des clubs tels qu'Hajduk Split, Benfica, Boavista et Manchester City.

## Statistiques en équipe nationale
| Équipe d'Albanie | Équipe d'Albanie | Équipe d'Albanie |
| Année            | Apparitions      | Buts             |
| ---------------- | ---------------- | ---------------- |
| 1985             | 1                | 0                |
| 1990             | 1                | 0                |
| 1991             | 2                | 1                |
| 1992             | 5                | 1                |
| 1993             | 2                | 0                |
| 1995             | 3                | 0                |
| 1996             | 2                | 0                |
| 1997             | 3                | 0                |
| Total            | 19               | 2                |

## Palmarès
- Championnat d'Albanie : 1986, 1990
- Coupe d'Albanie : 1989, 1990
- Championnat de Croatie : 1992
- Coupe de Croatie : 1993 (en)
- Supercoupe de Croatie : 1992, 1993
- Championnat du Portugal : 1994